# Цельтальский язык
Цельта́льский язык, или цельта́ль (Cancuc, Chanal, Highland Tzeltal, Oxchuc Tzeltal, Tenango, Tenejapa, Tseltal, Tzeltal) — майяский язык, на котором говорят цельтали в мексиканском штате Чьяпас, главным образом в муниципалитетах Альтамирано, Аматенанго-дель-Валье, Вийа-лас-Росас, Окосинго, Осчук, Сан-Кристобаль-де-лас-Касас, Сан-Хуан-Канкун, Ситала, Сокольтенанго, Тенехапа, Уистан, Чаналь, Чилон и Яхалон в Мексике.

## Обзор

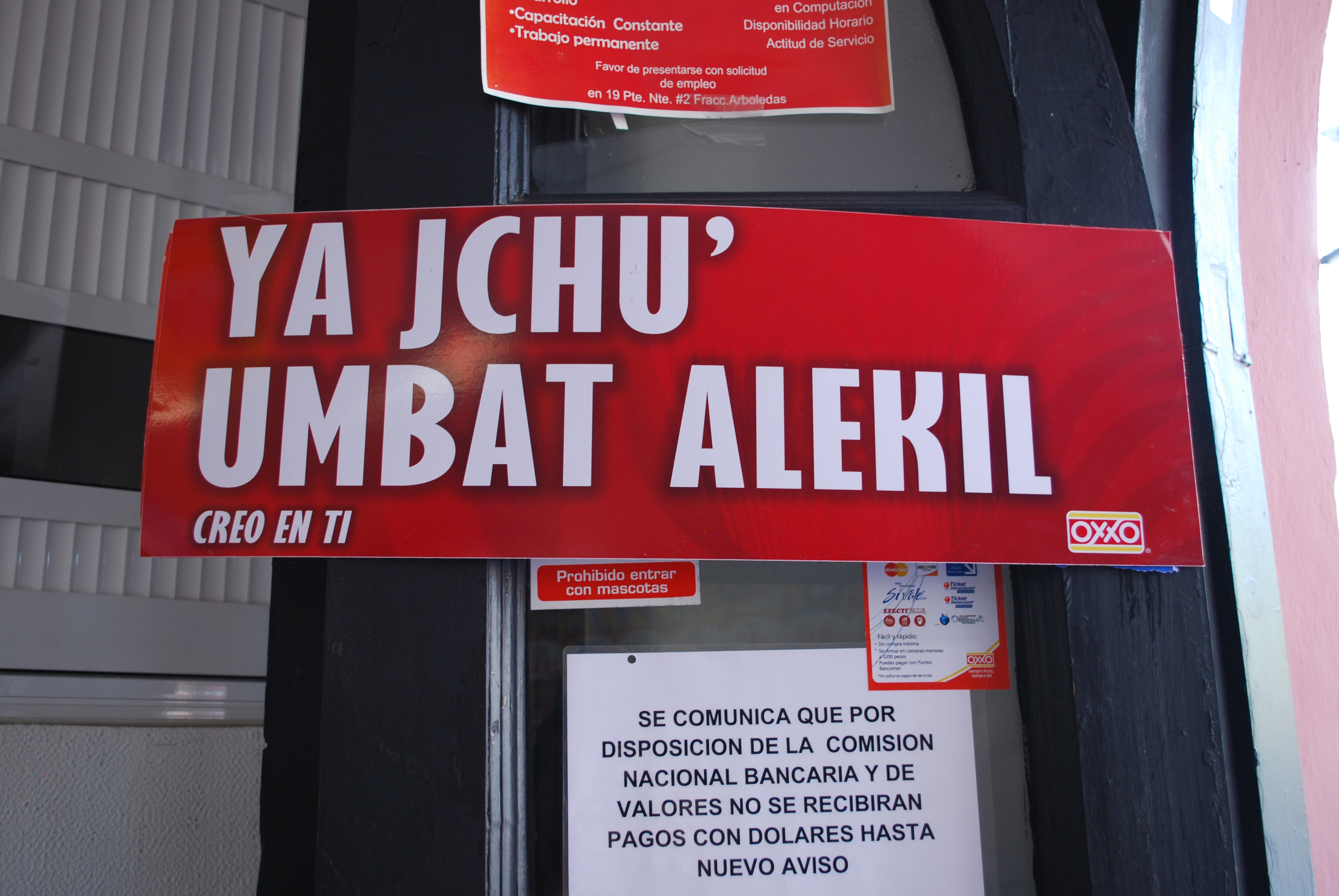
Реклама Oxxo на цельтальском языке в городе муниципалитета Сан-Кристобаль-де-лас-Касас.

Формы цельтальского, как и цоцильского языка, относящиеся к майяской ветви, называются цельтальскими, которые в свою очередь образуют ветвь вместе с чольскими языками, которая называется чольско-цельтальская. Сегодня все эти языки являются самыми распространёнными майяскими языками в штате Чьяпас. Исторически эта ветвь распалась около 1400 лет назад. Кроме того, некоторые исследователи считают, что на цельтальском языке говорит небольшое сообщество в Гватемале.
Одним из основных различий между цельтальскими и чольскими языками сегодня является то, что, в то время как у чольского языка есть расщеплённая эргативность, цельтальский язык полностью морфологически является эргативным языком.
Передачи на цельтальском языке ведёт радиостанция XEVFS-AM Национальной комиссии по расширению возможностей коренного населения (англ.: National Commission for the Development of Indigenous Peoples, CDI, исп.: Comisión Nacional para el Desarrollo de los Pueblos Indígenas, CDI), вещающая в муниципалитете Лас-Маргаритас штата Чьяпас.
В 2013 году Папа Франциск утвердил переводы молитв к мессе и причастию на цоцильский и цельтальский языки.

## Письменность
Письменность цельтальского языка базируется на латинской графической основе. Цельтальский алфавит: a, b, ch, ch', e, i, j, k, k', l, m, n, o, p, p', r, s, š, t, t', ts, ts', u, w, y.

## Фонология
Фонология цельтальского языка довольна проста, инвентарь согласных и гласных типичны для майяских языков. Происходят некоторые фонологические процессы, включая в себя ассимиляцию, эпентезу, леницию и редупликацию.

### Гласные
В цельтальском языке существует 5 гласных:
|                       | Передний ряд | Задний ряд |
| Неогубленные          | Огубленные   |            |
| --------------------- | ------------ | ---------- |
| Верхний подъём        | i            | u          |
| Средне-верхний подъём | e            | o          |
| Нижний подъём         | a            |            |

Вопрос, является ли в цельтальском языке долгота гласных фонематически значимой, остаётся спорным.

### Согласные
В цельтальском языке 25 согласных, включая гортанную смычку.
|           |           |           | Губ.-губ. | Альвеоляр. | Постальвеоляр. | Палатал. | Веляр.  | Глот. |
| --------- | --------- | --------- | --------- | ---------- | -------------- | -------- | ------- | ----- |
| Взрыв.    | Придых.   | Придых.   | p [pʰ]    | t [tʰ]     |                |          | k [kʰ]  | ' [ʔ] |
| Взрыв.    | Абруптив. | Абруптив. | p' [pʼ]   | t' [tʼ]    |                |          | k' [kʼ] |       |
| Нос.      | Нос.      | Нос.      | m [m]     | n [n]      |                |          |         |       |
| Фрикатив. | Фрикатив. | Фрикатив. |           | z [s]      | x [ʃ]          |          | j [x]   | h [h] |
| Аффр.     | Придых.   | Придых.   | w [β]     | tz [t͡sʰ]   | ch [t͡ʃʰ]       |          |         |       |
| Аффр.     | Абруптив. | Абруптив. |           | tz' [t͡sʼ]  | ch' [t͡ʃʼ]      |          |         |       |
| Дрож.     | Дрож.     | Дрож.     |           | r [r]      |                |          |         |       |
| Аппрокс.  | Аппрокс.  | Аппрокс.  |           | l [l]      |                | y [j]    | w [w]   |       |

[p'] имеет 3 аллофона:
- [p'] на конце слова: sap' [sapʼ]
- [ʔb] между гласными: tzop’ol [t͡sʰoʔbol]
- [b] в других случаях: p’e [be]

[w] имеет 2 аллофона:
- [β], когда является первым членом CC (согласного кластера), или если на конце слова: awlil [ʔaβlil]
- [w] в других случаях: ziwon [siwon]

В начале слова возможна взаимная замена между [w] и [β], как в слове wix [wiʃ] ~ [βiʃ].